# The Best of Earth, Wind & Fire, Vol. 1
The Best of Earth, Wind & Fire, Vol. 1 é um álbum de Earth, Wind & Fire, lançado em 1978.